# スラヴァ・ラシュカイ

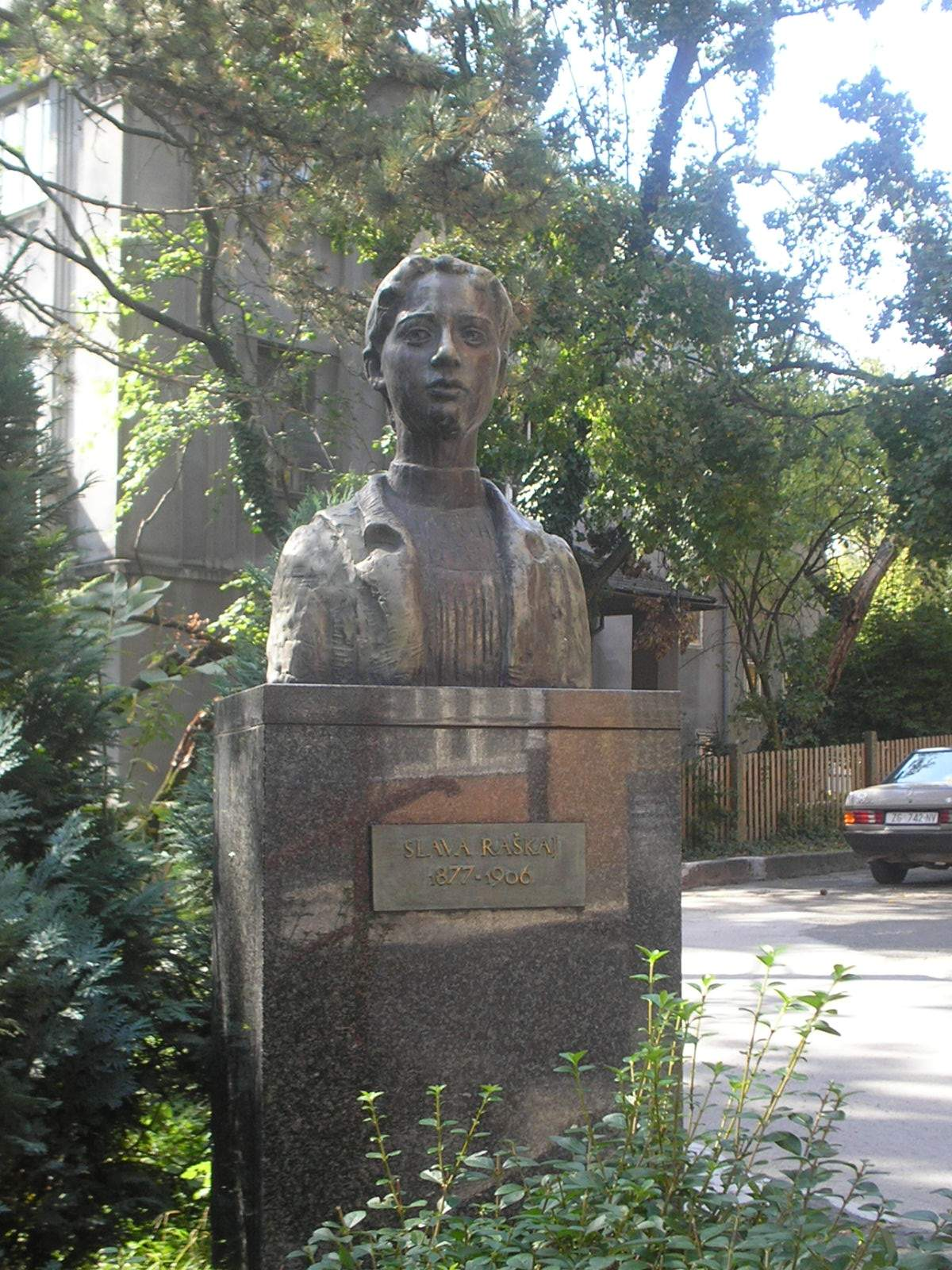
スラヴァ・ラシュカイの胸像(ザグレブ、撮影Fraxinus)

スラヴァ・ラシュカイ（クロアチア語: Slava Raškaj、発音: [slǎːʋa rǎʃkaj]、1877年1月2日 - 1906年3月29日）とは、19世紀後半から20世紀初頭にかけて活躍したクロアチアの画家。
生まれつき耳が不自由で、20代でうつ病を患い、最後は結核で29歳の短い生涯を終える。
長らく忘れ去られていたが、1990年代後半から2000年初頭にかけて再評価された。

## 生涯
1877年1月2日、オーストリア＝ハンガリー帝国のクロアチア＝スラヴォニア王国（現在のクロアチア）オザリの中流階級の家庭に生まれる。出生名はフリデリカ・スラヴォミラ・オルガ・ラシュカイ（Friderika Slavomira Olga Raškaj）。母親のオルガは当時社会的地位が高かった地方郵便局長をしていた。母親は時間があれば絵を描くほど絵が好きで、娘たち（スラヴァとポーラ）も小さい頃から絵を愛した。（ポーラは後にオラホヴィカで教師となったが、絵は描き続けた）
スラヴァは8歳でウィーンのろう学校に入学。そこで絵も学んだ。当時の彼女の絵は古典的な彫刻を鉛筆やインクで描いたもので、そのうち2枚は現存し、ザグレブのクロアチア共和国広場にあるCroatian School Museumに展示されている。
帰国後、地元の学校教師イヴァン・ムハ＝オトイッチが彼女の芸術的才能に気づき、1895年、知人で有名画家のヴラホ・ブコヴァッツのアトリエで本格的に絵の勉強をするよう、両親を説得した。そうしてザグレブに出てきたスラヴァだが、ブコヴァッツには入門を断られる。代わりに象徴派画家ベラ・チコシュ・セシヤが彼女を引き受けた。スラヴァはイリツァ通りにあったろうあ者のための施設「Zemaljski zavod za odgoj gluhonijeme djece」からセシヤのアトリエに通って仕事をした。そして近くの死体安置所を自身のアトリエとした。（この間、1895年に彼女の才能を見出したムハ＝オトイッチがZemaljski zavod za odgoj gluhonijeme djeceの施設長に就任）
この時期のスラヴァが描いていたのは水彩の静物画だが、ヒトデやニワトリ、頭蓋骨など気味の悪いものが描かれている。
しかし、1890年後半にはザグレブ植物園、マクスィミル公園など市内の公園で戸外制作を始め、色調も明るく変化する。
1899年、故郷のオザリに戻っても戸外制作を続ける。戸外制作は当時はまだ珍しかった。
初めて絵を出品したのは1898年で、6枚の水彩画がオープンしたばかりのザグレブのアートパビリオンにブコヴァッツらの絵とともに展示された。以後、サンクトペテルブルク、モスクワ、さらに1900年に開催されたパリ万国博覧会にも5枚の水彩画を出品した。
うつ病の症状が最初に現れたのは1900年。入院したが、すぐに退院し在宅医療に切り替えた。しかし症状は悪化し、1902年にステニェヴェツの精神病院に入院。晩年は絵を描くことができず、1906年3月29日に結核で死亡した。

## ギャラリー

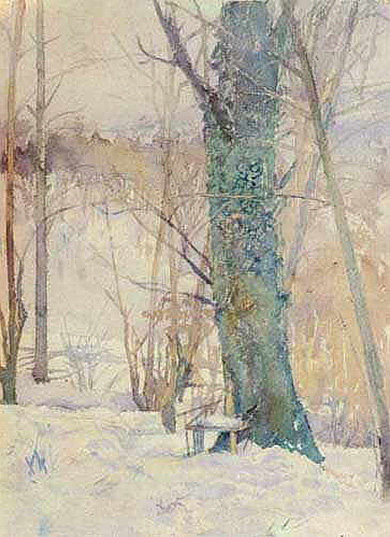
『雪の中の木』(1890頃)
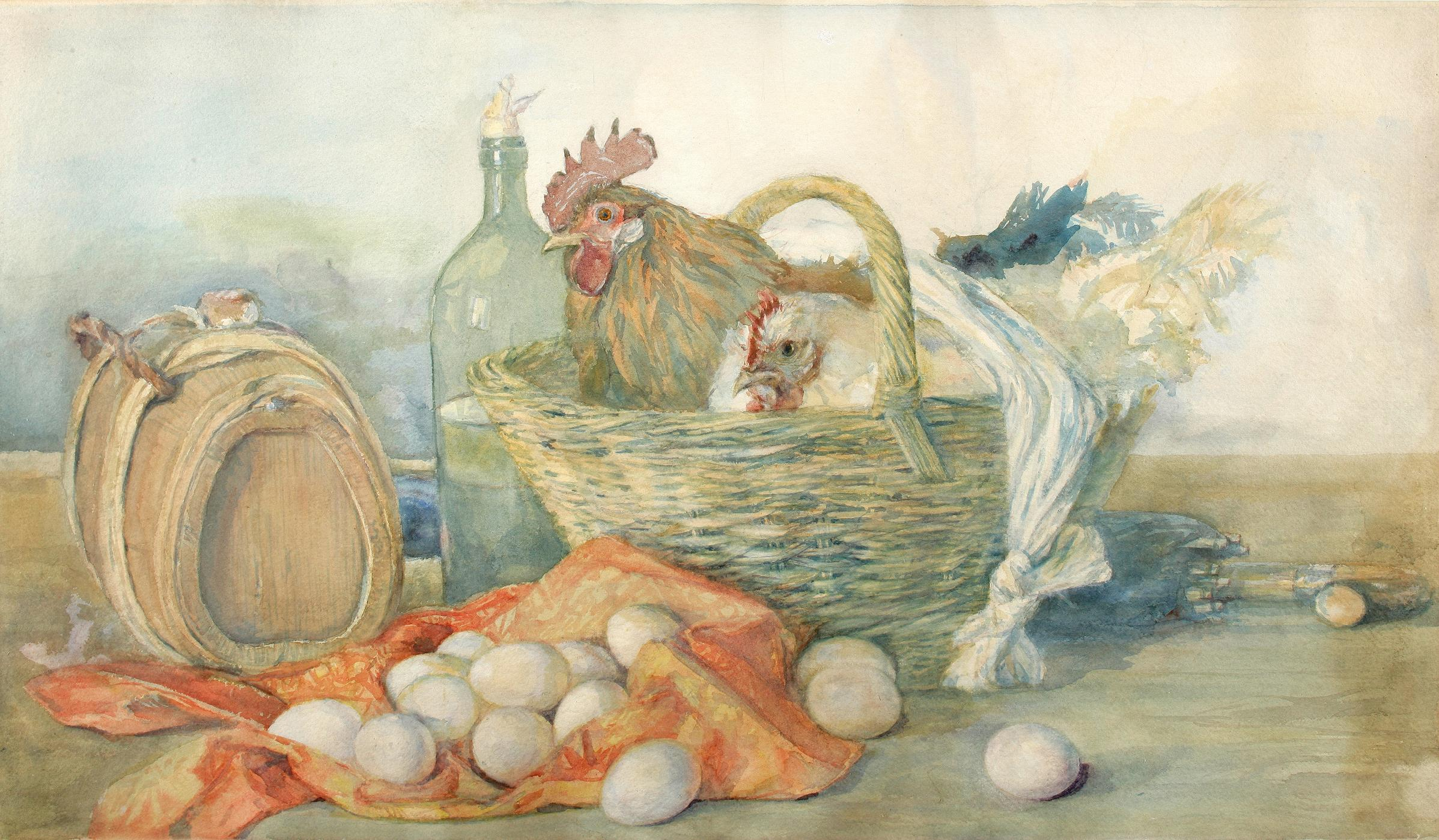
『黄色い雄鶏と白い雌鶏』(1895-1897）
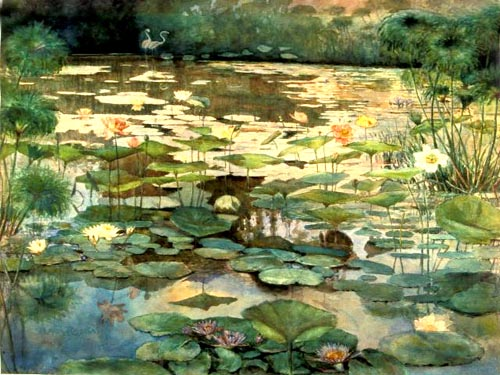
『植物園』(1895頃)
『大きな木のある斜面』(1898-1899)

## レガシー
1957年にスラヴァ・ラシュカイ初の個展がザグレブで催された。1900年以降に描かれた彼女の印象派風の水彩画は、クロアチア美術の中でも最良のものと言われている。
2000年12月、クロアチア国立銀行は、クロアチアの女性有名人シリーズの1つとして、スラヴァ・ラシュカイの記念銀貨を発行した。
2004年、ダリボル・マタニッチ監督はスラヴァ・ラシュカイの伝記映画『100 minuta slave』（2004年）を撮った。
2008年の5月から8月にかけてザグレブのクロヴィチェヴィ・ ドゥヴォリ・ギャラリーで彼女の大回顧展が催され、作品185点が公開された。
ザグレブに彼女の名前を冠したスラヴァ・ラシュカイ教育センターがある。聴覚障害ならびにコミュニケーション障害の人々の実践教育と職業訓練がセンターの目的である。